# Вальрас, Огюст
Антуан Огюст Вальрас (фр. Antuan Auguste Walras; 1 февраля 1801, Монпелье — 18 апреля 1866, По) — французский экономист, один из предшественников маржинализма. Отец Леона Мари Вальраса.
Один из наиболее ранних сторонников теории предельной полезности; по мнению Вальраса, основным фактором, определяющим уровень ценности, является редкость, т.е. соотношение между количеством благ и интенсивностью потребностей, которые с помощью их могут быть удовлетворены.
Заслуги учёного были отмечены орденом Почётного легиона.

## Сочинения
- «О природе богатства и ценности» (De la nature de la richesse et de l’origine de la valeur, 1831), переиздано в 1938 году Paris: Librairie Félix Alcan, 346 pages;
- «Considérations sur la mesure de la valeur et sur la fonction de métaux precieux», Revue mensuelle d'économie politique (1836)
- «Теория общественного богатства» (Theorie de la Richesse Sociale, ou résumé des principes fondamentaux de l'économie politique, 1849).
- Esquisse d’une Théorie de la Richesse (1863).